# Karl-Heinz Körbel
Karl-Heinz "Charly" Körbel är en tysk fotbollsspelare och tränare, född 1 december 1954.

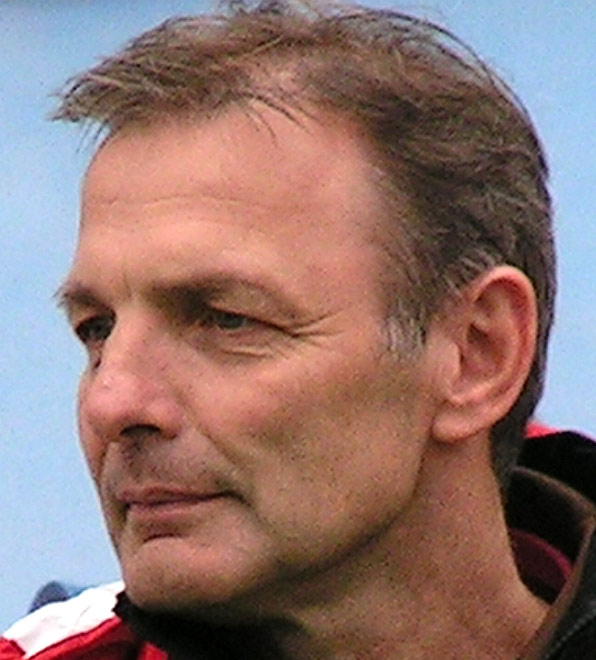
Charly Körbel 2006

Körbel är den som spelar flest matcher i Bundesliga genom tiderna (602). Körbel vann bl.a. tyska cupen och UEFA-cupen under sin tid i Eintracht Frankfurt. Efter den aktiva karriären har Körbel arbetat som tränare.

## Meriter
- Tysk cupmästare 1974, 1975, 1981, 1988
- UEFA-cupmästare 1980